# سن ایگناسیو مینی
سن ایگناسیو مینی حدود ۶۰ کیلومتری شمال پوساداس در ایالت میسیونز در آرژانتین قرار دارد. این منطقه در سال ۱۹۸۴ در فهرست میراث جهانی یونسکو به ثبت رسید.